# Eneco Tour 2008
L'Eneco Tour del Benelux 2008, 4a edició del Tour del Benelux, és una cursa ciclista per etapes que es disputà entre el 20 i el 27 d'agost de 2008 al Benelux. Com en anys precedents es recorren parts dels Països Baixos i Bèlgica.
El vencedor final de la carrera fou, per segon any consecutiu, l'espanyol José Iván Gutiérrez Palacios, del Caisse d'Epargne, que superà per sols 4" el belga Sébastien Rosseler del Quick Step.

## Equips participants
Hi prenen part els 20 equips de 8 ciclistes cadascun, 18 equips UCI ProTour, més dos equips convidats per l'organització:
- Equips UCI ProTour: Caisse d'Epargne, Silence-Lotto, Rabobank, Quick Step, Team Astana, Team Columbia, Team Gerolsteiner, Team Milram, Liquigas, Crédit agricole, AG2R La Mondiale, La Française des Jeux, Cofidis, Scott-American Beef, Team CSC-Saxo Bank, Lampre, Bouygues Telecom, Euskaltel-Euskadi.
- Equips convidats: Cycle Collstrop i Skil-Shimano.

## Recorregut i etapes
| Etapa | Data       | Recorregut                | Km   | Vencedor d'etapa           | Líder de la general       |
| ----- | ---------- | ------------------------- | ---- | -------------------------- | ------------------------- |
| Pr.   | 20 d'agost | Sittard-Geleen (CRI)      | 4,4  | José Iván Gutiérrez (ESP)  | José Iván Gutiérrez (ESP) |
| 1a    | 21 d'agost | Beek - Roermond           | 146  | Tom Boonen (BEL)           | José Iván Gutiérrez (ESP) |
| 2a    | 22 d'agost | Roermond - Nieuwegein     | 197  | André Greipel (GER)        | José Iván Gutiérrez (ESP) |
| 3a    | 23 d'agost | Nieuwegein - Terneuzen    | 154  | Daniele Bennati (ITA)      | Daniele Bennati (ITA)     |
| 4a    | 24 d'agost | Terneuzen - Ardooie       | 171  | Tom Boonen (BEL)           | André Greipel (GER)       |
| 5a    | 25 d'agost | Ardooie - Oostende        | 187  | Carlo Westphal (GER)       | André Greipel (GER)       |
| 6a    | 26 d'agost | Maldegem - Brussel·les    | 193  | Edvald Boasson Hagen (NOR) | André Greipel (GER)       |
| 7a    | 27 d'agost | Mechelen - Mechelen (CRI) | 18,8 | Raivis Belohvoščiks (LAT)  | José Iván Gutiérrez (ESP) |

## Etapes

### Pròleg -20 d'agostde2008.Sittard-Geleen, 4,4 km (CRI)
|   | Ciclista                     | Equip            | Temps  |
| - | ---------------------------- | ---------------- | ------ |
| 1 | José Iván Gutiérrez Palacios | Caisse d'Epargne | 5' 31" |
| 2 | Cyril Lemoine                | Crédit Agricole  | m. t.  |
| 3 | Edvald Boasson Hagen         | Team Columbia    | + 1"   |

|   | Ciclista                     | Equip            | Temps  |
| - | ---------------------------- | ---------------- | ------ |
| 1 | José Iván Gutiérrez Palacios | Caisse d'Epargne | 5' 31" |
| 2 | Cyril Lemoine                | Crédit Agricole  | m. t.  |
| 3 | Edvald Boasson Hagen         | Team Columbia    | + 1"   |

### Etapa 1 -21 d'agostde2008.Beek-Roermond, 173,8 km
|   | Ciclista        | Equip       | Temps      |
| - | --------------- | ----------- | ---------- |
| 1 | Tom Boonen      | Quick Step  | 4h 16' 17" |
| 2 | Daniele Bennati | Liquigas    | m. t.      |
| 3 | Fabio Sabatini  | Team Milram | m. t.      |

|   | Ciclista                     | Equip            | Temps      |
| - | ---------------------------- | ---------------- | ---------- |
| 1 | José Iván Gutiérrez Palacios | Caisse d'Epargne | 4h 21' 46" |
| 2 | Cyril Lemoine                | Crédit Agricole  | + 2"       |
| 3 | Edvald Boasson Hagen         | Team Columbia    | + 3"       |

### Etapa 2 -22 d'agostde2008.Roermond-Nieuwegein, 173,2 km
|   | Ciclista        | Equip              | Temps      |
| - | --------------- | ------------------ | ---------- |
| 1 | André Greipel   | Team Columbia      | 3h 51' 31" |
| 2 | Juan José Haedo | Team CSC Saxo Bank | m. t.      |
| 3 | Robert Förster  | Team Gerolsteiner  | m. t.      |

|   | Ciclista                     | Equip            | Temps      |
| - | ---------------------------- | ---------------- | ---------- |
| 1 | José Iván Gutiérrez Palacios | Caisse d'Epargne | 8h 13' 17" |
| 2 | Edvald Boasson Hagen         | Team Columbia    | m. t.      |
| 3 | Cyril Lemoine                | Crédit Agricole  | + 1"       |

### Etapa 3 -23 d'agostde2008.Nieuwegein-Terneuzen, 185,9 km
|   | Ciclista         | Equip         | Temps      |
| - | ---------------- | ------------- | ---------- |
| 1 | Daniele Bennati  | Liquigas      | 4h 43' 33" |
| 2 | Tom Boonen       | Quick Step    | m. t.      |
| 3 | Jurgen Roelandts | Silence-Lotto | m. t.      |

|   | Ciclista             | Equip         | Temps       |
| - | -------------------- | ------------- | ----------- |
| 1 | Daniele Bennati      | Liquigas      | 12h 59' 21" |
| 2 | Edvald Boasson Hagen | Team Columbia | + 1"        |
| 3 | André Greipel        | Team Columbia | + 4"        |

### Etapa 4 -24 d'agostde2008.Terneuzen-Ardooie, 213,0 km
|   | Ciclista             | Equip         | Temps      |
| - | -------------------- | ------------- | ---------- |
| 1 | Tom Boonen           | Quick Step    | 5h 00' 35" |
| 2 | Kenny van Hummel     | Skil-Shimano  | m. t.      |
| 3 | Edvald Boasson Hagen | Team Columbia | m. t.      |

|   | Ciclista             | Equip         | Temps       |
| - | -------------------- | ------------- | ----------- |
| 1 | André Greipel        | Team Columbia | 17h 59' 51" |
| 2 | Edvald Boasson Hagen | Team Columbia | + 2"        |
| 3 | Tom Boonen           | Quick Step    | + 7"        |

### Etapa 5 -25 d'agostde2008.Ardooie-Oostende, 171,8 km
|   | Ciclista          | Equip              | Temps      |
| - | ----------------- | ------------------ | ---------- |
| 1 | Carlo Westphal    | Team Gerolsteiner  | 3h 59' 03" |
| 2 | Iauhèn Hutaròvitx | Française des Jeux | m. t.      |
| 3 | Borut Božič       | Cycle Collstrop    | m. t.      |

|   | Ciclista                     | Equip            | Temps       |
| - | ---------------------------- | ---------------- | ----------- |
| 1 | André Greipel                | Team Columbia    | 21h 57' 26" |
| 2 | José Iván Gutiérrez Palacios | Caisse d'Epargne | + 11"       |
| 3 | Jurgen Roelandts             | Silence-Lotto    | + 12"       |

### Etapa 6 -26 d'agostde2008.Maldegem-Brussel·les, 186,0 km
|   | Ciclista             | Equip           | Temps      |
| - | -------------------- | --------------- | ---------- |
| 1 | Edvald Boasson Hagen | Team Columbia   | 4h 07' 20" |
| 2 | Jimmy Engoulvent     | Crédit Agricole | m. t.      |
| 3 | Sergei Ivanov        | Astana Team     | m. t.      |

|   | Ciclista                     | Equip            | Temps       |
| - | ---------------------------- | ---------------- | ----------- |
| 1 | André Greipel                | Team Columbia    | 26h 04' 46" |
| 2 | José Iván Gutiérrez Palacios | Caisse d'Epargne | + 11"       |
| 3 | Jurgen Roelandts             | Silence-Lotto    | + 12"       |

### Etapa 7 -27 d'agostde2008.Mechelen-Mechelen, 18,3 km (CRI)
|   | Ciclista                     | Equip               | Temps   |
| - | ---------------------------- | ------------------- | ------- |
| 1 | Raivis Belohvoščiks          | Scott-American Beef | 22' 04" |
| 2 | José Iván Gutiérrez Palacios | Caisse d'Epargne    | +6"     |
| 3 | Sébastien Rosseler           | Quick Step          | m. t.   |

|   | Ciclista                     | Equip         | Temps       |
| - | ---------------------------- | ------------- | ----------- |
| 1 | José Iván Gutiérrez Palacios | Team Columbia | 26h 27' 07" |
| 2 | Sébastien Rosseler           | Quick Step    | + 4"        |
| 3 | Michael Rogers               | Team Columbia | + 7"        |

## Classificacions finals

### Classificació general
|    | Ciclista                     | Equip            | Temps       |
| -- | ---------------------------- | ---------------- | ----------- |
| 1  | José Iván Gutiérrez Palacios | Caisse d'Epargne | 26h 27' 07" |
| 2  | Sébastien Rosseler           | Quick Step       | + 04"       |
| 3  | Michael Rogers               | Team Columbia    | + 07"       |
| 4  | Stijn Devolder               | Quick Step       | + 13"       |
| 5  | André Greipel                | Team Columbia    | + 14"       |
| 6  | Joost Posthuma               | Rabobank ProTeam | + 19"       |
| 7  | Servais Knaven               | Team Columbia    | + 48"       |
| 8  | Bram Tankink                 | Rabobank ProTeam | + 51"       |
| 9  | Jürgen Roelandts             | Silence-Lotto    | + 54"       |
| 10 | Piet Rooijakkers             | Skil-Shimano     | + 1' 02"    |

|   | Ciclista             | Equip         | Punts |
| - | -------------------- | ------------- | ----- |
| 1 | Jurgen Roelandts     | Silence-Lotto | 113   |
| 2 | André Greipel        | Team Columbia | 105   |
| 3 | Edvald Boasson Hagen | Team Columbia | 104   |

| Pos. | Equip            | Temps       |
| ---- | ---------------- | ----------- |
| 1    | Team Columbia    | 79h 22' 09" |
| 2    | Quick Step       | + 59"       |
| 3    | Rabobank ProTeam | + 1' 51"    |

## Evolució de les classificacions
| Etapa (Vencedor)                             | Classificació general        | Classificació per punts | Classificació per equips |
| -------------------------------------------- | ---------------------------- | ----------------------- | ------------------------ |
| 0Pròleg (CRI) (José Iván Gutiérrez Palacios) | José Iván Gutiérrez Palacios | no n'hi ha              | Caisse d'Epargne         |
| 0Etapa 1 (Tom Boonen)                        | José Iván Gutiérrez Palacios | Tom Boonen              | Caisse d'Epargne         |
| 0Etapa 2 (André Greipel)                     | José Iván Gutiérrez Palacios | Tom Boonen              | Team Columbia            |
| 0Etapa 3 (Daniele Bennati)                   | Daniele Bennati              | Tom Boonen              | Caisse d'Epargne         |
| 0Etapa 4 (Tom Boonen)                        | André Greipel                | Tom Boonen              | Caisse d'Epargne         |
| 0Etapa 5 (Carlo Westphal)                    | André Greipel                | Jurgen Roelandts        | Team Columbia            |
| 0Etapa 6 (Edvald Boasson Hagen)              | André Greipel                | Jurgen Roelandts        | Team Columbia            |
| 0Etapa 7 (CRI) (Raivis Belohvoščiks)         | José Iván Gutiérrez Palacios | Jurgen Roelandts        | Team Columbia            |
| Final                                        | José Iván Gutiérrez Palacios | Jurgen Roelandts        | Team Columbia            |

## Classificació individual de l'UCI ProTour 2008 després d'aquesta cursa[1]
| Posició | Ciclista               | Equip                 | Punts |
| ------- | ---------------------- | --------------------- | ----- |
| 1       | Alejandro Valverde     | Caisse d'Epargne      | 123   |
| 2       | Damiano Cunego         | Lampre                | 104   |
| 3       | Andreas Klöden         | Astana                | 96    |
| 4       | Roman Kreuziger        | Liquigas              | 94    |
| 5       | André Greipel          | Columbia              | 90    |
| 6       | Cadel Evans            | Silence-Lotto         | 85    |
| 7       | Stijn Devolder         | Quick Step-Innergetic | 80    |
| 8       | Mikel Astarloza        | Euskaltel-Euskadi     | 60    |
| 9       | Alessandro Ballan      | Lampre                | 60    |
| 10      | José Joaquín Rojas Gil | Caisse d'Epargne      | 60    |